# سیارک ۱۱۹۱۵
سیارک ۱۱۹۱۵ (به انگلیسی: 11915 Nishiinoue، نامگذاری:1992SJ1) یازده هزار و نهصد و پانزدهمین سیارک کشف شده‌است که در ۲۳ سپتامبر ۱۹۹۲ کشف شد.
قدر مطلق سیارک برابر ۱۴.۸ است.